# へのへのもへじ (1961年のみんなのうた)
『へのへのもへじ』は、日本の楽曲。作詞：谷川俊太郎、作曲：いずみたく、歌：楠トシエ。

## 概要
- 1961年10月 - 11月、NHKの『みんなのうた』で紹介。同番組の委嘱作品で、谷川は『誰も知らない』『まね』（いずれも楠歌唱）に次いで3曲目だが、いずみは『みんなのうた』初参加。文字絵「へのへのもへじ」を題材にした歌で、風呂場のガラス・舗装道路・海辺の砂浜・学校の黒板にその文字絵を描くが、その時に露垂れ・ダンプカーに引かれ・波に消されるとアクシデント（黒板時は無し）が起き、描き主は「おなかがすいた」「平気で空を見ていた」「ハワイに行ったんだ」「友達ほしい」と自分で思う様子を歌った。歌詞の中には「ハワイ」「ダンプカー」と、当時の世相が窺える。

- 2015年現在、NHKに当時の放送音源・映像は現存せず、「みんなのうた発掘プロジェクト」にて音源・映像の提供を呼びかけている。

- 日本放送出版協会発売の楽譜集「NHK みんなのうた楽譜集」には未収録だが、水星社発売の楽譜集「NHK みんなのうた」には第1巻に収録されている。

- なお、みんなのうたには、他に1976年12月 - 1977年1月に、同じ文字絵を題材にした『へのへのもへじ』という曲があるが、当楽曲とは関係のない別の曲である。